# 陶旗
陶旗（?—?），东晋鄱阳郡枭阳县（今江西省都昌县）人，陶侃之子。
陶旗官至散骑常侍，与南中郎将桓宣进攻樊城，击败后赵石勒将领郭敬。封为郴县开国伯。晋成帝咸和末年，为散骑侍郎。性情凶暴。陶旗卒，子陶定嗣爵。陶定卒，子陶袭之嗣爵。陶袭之卒，子陶谦之嗣爵。宋受禅，郴县伯国除。